# Finn képregények magyarul
A magyarul megjelent finn képregények listája

## Egyedi kötetek
- Kati Kovács: Paprikás rapszódia (Nyitott Könyvműhely, 2009)
- Risto Isomäki–Petri Tolppanen–Jussi Kaakinen: Elsodort világok (Nyitott Könyvműhely, 2010)
- Pertti Jarla: Cserep kapitány (Comicsmania, 2015)
- Kivi Larmola: Úton (Nero Blanco Comix, 2016)
- JP Ahonen: Belzebubs (Comicsmania, 2017)
- Kati Kovács: Körhintába zárva (Nero Blanco Comix, 2018)
- Laura Ertimo-Mari Ahokoivu: Micsoda idő! Miért változik a klíma? (Ciceró könyvstúdió, 2020)

## Történetek antológiákban
- Kati Kovács: Kolbász úr (4 oldal, Papírmozi 7, 2014)